# Penelopognathus
Penelopognathus weishampeli
Genre
Espèce
Penelopognathus est un genre éteint de dinosaures ornithopodes appartenant à la super-famille des Hadrosauroidea. Ses restes fossiles ont été découverts en Chine dans la Région autonome de Mongolie-Intérieure. Ils proviennent de la formation géologique de Bayin-Gobi, datée de l'Albien (sommet du Crétacé inférieur), soit il y a environ entre 113,2 et 100,5 millions d'années.
Une seule espèce est rattachée au genre : Penelopognathus weishampeli, décrite par Paul Godefroit et ses collègues en 2005.

## Étymologie
Le nom de genre Penelopognathus est composé des mots du grec ancien penelops, « oie sauvage » et gnathos « mâchoire », pour faire référence à ses descendants possibles, les hadrosauridés, les « dinosaures à bec de canard ». L'épithète spécifique, weishampeli, honore le paléontologue David B. Weishampel, un spécialiste des dinosaures.

## Description
Cet hadrosauroïde basal devait mesurer environ 6 mètres de long pour une masse de 2 à 2,5 tonnes. Il est caractérisé par ses longues mâchoires étroites. Sa branche dentaire est allongée et droite avec sa face latérale percée par une vingtaine de petits foramens. Les dents de la mandibule apparaissent plus primitives que celles de Probactrosaurus, mais plus évoluées que celles d'Altirhinus, deux autres hadrosauroïdes basaux trouvés également dans le Crétacé inférieur de la région du désert de Gobi.

## Classification
Penelopognathus est classé comme un hadrosauroïde basal (un non-hadrosauridé). Cependant son nom n’apparaît plus dans les analyses phylogénétiques de ce groupe depuis 2012,,.